# Шугар-Крік (Вісконсин)
Шугар-Крік (англ. Sugar Creek) — місто (англ. town) в США, в окрузі Волворт штату Вісконсин. Населення — 3902 особи (2020).

## Демографія
Згідно з переписом 2010 року, у місті мешкали 3943 особи в 1460 домогосподарствах у складі 1090 родин. Було 1650 помешкань
Расовий склад населення:
| - 96,2 % — білих - 0,4 % — азіатів - 0,3 % — чорних або афроамериканців - 0,2 % — корінних американців - 1,8 % — осіб інших рас |

До двох чи більше рас належало 1,1 %. Частка іспаномовних становила 4,4 % від усіх жителів.
За віковим діапазоном населення розподілялося таким чином: 26,0 % — особи молодші 18 років, 62,5 % — особи у віці 18—64 років, 11,5 % — особи у віці 65 років та старші. Медіана віку мешканця становила 40,4 року. На 100 осіб жіночої статі у місті припадало 105,3 чоловіків;  на 100 жінок у віці від 18 років та старших — 105,4 чоловіків також старших 18 років.
Середній дохід на одне домашнє господарство  становив 91 103 долари США (медіана — 77 054), а середній дохід на одну сім'ю — 99 059 доларів (медіана — 85 000). Медіана доходів становила 51 593 долари для чоловіків та 42 031 долар для жінок. За межею бідності перебувало 4,1 % осіб, у тому числі 1,5 % дітей у віці до 18 років та 6,1 % осіб у віці 65 років та старших.
Цивільне працевлаштоване населення становило 2248 осіб. Основні галузі зайнятості: виробництво — 21,7 %, освіта, охорона здоров'я та соціальна допомога — 20,5 %, будівництво — 13,4 %, роздрібна торгівля — 9,9 %.